# Přebor Královéhradeckého kraje 2002/2003
V utkáních Přeboru Královéhradeckého kraje 2002/2003 se utkalo 16 týmů dvoukolovým systémem podzim - jaro. Tento ročník začal v srpnu 2002 a skončil v červnu 2003.
Postup do Divize C 2003/2004 si zajistily první dva týmy FK Nový Bydžov a SK Týniště nad Orlicí. Sestoupily poslední 2 týmy SK Jičín a FC Olympia Hradec Králové.

## Konečná tabulka Přeboru Královéhradeckého kraje 2002/2003
| Poř. | Tým                            | Z  | V  | R  | P  | VG | OG | B  |
| ---- | ------------------------------ | -- | -- | -- | -- | -- | -- | -- |
| 1.   | FK Nový Bydžov                 | 30 | 23 | 5  | 2  | 69 | 17 | 74 |
| 2.   | SK Týniště nad Orlicí          | 30 | 22 | 3  | 5  | 81 | 21 | 69 |
| 3.   | TJ Slavoj Předměřice nad Labem | 30 | 15 | 9  | 6  | 58 | 31 | 54 |
| 4.   | FC VTJ Milíčeves               | 30 | 15 | 6  | 9  | 64 | 39 | 51 |
| 5.   | TJ Červený Kostelec            | 30 | 14 | 6  | 10 | 51 | 39 | 48 |
| 6.   | 1. FK Nová Paka                | 30 | 11 | 9  | 10 | 38 | 40 | 42 |
| 7.   | FC TJ Avon Rudník              | 30 | 13 | 3  | 14 | 51 | 54 | 42 |
| 8.   | FC Nový Hradec Králové         | 30 | 11 | 7  | 12 | 39 | 50 | 40 |
| 9.   | SK Přepychy                    | 30 | 9  | 11 | 10 | 48 | 52 | 38 |
| 10.  | FK Náchod-Deštné „B“           | 30 | 11 | 4  | 15 | 37 | 56 | 37 |
| 11.  | TJ Sokol Libáň                 | 30 | 9  | 9  | 12 | 43 | 54 | 36 |
| 12.  | TJ Jiskra Česká Skalice        | 30 | 10 | 5  | 15 | 44 | 61 | 35 |
| 13.  | TJ Jiskra Hořice               | 30 | 10 | 2  | 18 | 45 | 57 | 32 |
| 14.  | Sokol Lhota pod Libčany        | 30 | 8  | 5  | 17 | 47 | 73 | 29 |
| 15.  | SK Jičín                       | 30 | 6  | 6  | 18 | 24 | 60 | 24 |
| 16.  | FC Olympia Hradec Králové (S)  | 30 | 6  | 4  | 20 | 36 | 71 | 22 |

Poznámky:
- Z = Odehrané zápasy; V = Vítězství; R = Remízy; P = Prohry; VG = Vstřelené góly; OG = Obdržené góly; B = Body; (S) = Mužstvo sestoupivší z vyšší soutěže; (N) = Mužstvo postoupivší z nižší soutěže (nováček)

|  | Postup do Divize C 2003/2004   |
|  | Sestup do I. A třídy 2003/2004 |